# Sylvia Sáenz
Sylvia Daniela Nuñez Vanegas (Ciudad de México; México, 29 de enero de 1987), conocida en el mundo del entretenimiento como  Sylvia Sáenz, es una actriz y modelo mexicana.

## Carrera
Comenzó su carrera actoral en la telenovela Bellezas indomables (2007), interpretando a 'Brenda'. Después participó en Tengo todo excepto a ti (2008), Vuélveme a querer (2009), La loba (2010) y Quererte así (2012).
Participó en la serie La Teniente (2012), donde compartió créditos con Víctor González, Héctor Arredondo, Matías Novoa entre otros.
Consiguió dos antagónicos en la televisión, 'Tony Luján' en Hombre tenías que ser (2013) y 'Olivia Peñalosa' en Caminos de Guanajuato (2015). 
Fue concursante de la Tercera Temporada de La Isla, el reality (2014), donde obtuvo el 7° Lugar.

## Vida personal
Ha sido novia del actor Erick Chapa y del conductor de televisión Ricardo Casares.
Su madre es costarricense y su padre es mexicano.
Es sobrina de la primera actriz Patricia Reyes Spíndola

## Filmografía

### Televisión
- Minas de pasión (2023) — Sara Quintana[5]
- Armas de mujer (2022) — Viridiana Pintos[6]
- 100 días para enamorarnos (2020-2021) — Jimena Sosa de Casas
- Betty en NY (2019) — Patricia Fernández 'Patty' / 'La Peliteñida'

- José José: El príncipe de la canción (2018) — Claudia Lozano 'La Güera'
- Un día cualquiera (2016) — Leticia ('Misandra, odio a los hombres', 3ª historia)
- Caminos de Guanajuato (2015) — Olivia Peñalosa[7]
- Las Bravo (2014) — Daniela
- Hombre tenías que ser (2013) — Antonieta 'Tony' Luján
- La Teniente (2012) — Teniente Luz Idalia Contreras
- Quererte así (2012) — Magali Valdés
- La loba (2010) — María José 'Marijo' Alcázar
- Vuélveme a querer (2009) — Isabel Mejía
- Tengo todo excepto a ti (2008) — Lola
- Bellezas indomables (2007) — Brenda

## Reality
- La Isla, el reality (Temporada 3) (2014) — Concursante, Decimosegunda Eliminada (7° Lugar)[8]